# Alex Mulder
Alex Mulder (Amsterdam, 22 oktober 1946) is een Nederlands ondernemer. Hij richtte op 25-jarige leeftijd het uitzendbureau Unique op in 1972; hij nam toen voor 2500 gulden een bedrijfje over van een mevrouw in Amsterdam-Osdorp dat acht uitzendkrachten bediende. 
Unique groeide, met overnames van onder meer Goudsmit, Start, Content en Creyf’s uit tot de beursgenoteerde organisatie USG People. Bijna 35 jaar na de oprichting trad Alex Mulder af als CEO en werd hij er, tot de overname door Recruit in 2016, commissaris. Sinds zijn aftreden als CEO van USG People in 2006, is hij directievoorzitter en eigenaar van Amerborgh International N.V..
Een kleine veertig jaar na de overname van het kleine uitzendbedrijfje in 1972, rekende het blad Quote hem onder de honderd rijkste Nederlanders, met een geschat vermogen van een half miljard euro.

## Loopbaan
Mulder stamt uit een middenstands-gezin, volgde de HBS en had enige baantjes. De uitzendbranche was rond 1970 nog bescheiden in ontwikkeling: wastobbe-ondernemingen van vrouwen, zei men, die vanuit huis wat kennisjes stuurden naar bazen die om een tijdelijke werkkracht verlegen zaten.
Na zijn vertrek als CEO bij USG People in 2006 startte Alex Mulder Amerborgh International, een beheersmaatschappij van waaruit diverse activiteiten plaatsvinden. Met zijn in Amsterdam en Schoten gevestigde beheersmaatschappij Amerborgh International investeert Mulder in bedrijven, mensen en cultuur. Amerborgh heeft investeringen en participaties in ondernemingen op het gebied van onder meer kunst & cultuur, vastgoedontwikkeling, vermogensbeheer, cloudbanking, crossmediale uitgaven, human resources, ouderenzorg en hospitality.

## Onderscheidingen
- 2002: Bij koninklijk besluit België: Ereteken van Officier in de Kroonorde
- 2006: Bij koninklijk besluit Nederland: Officier in de Orde van Oranje Nassau[3]
- 2020: Zilveren Medaille van de Stad Amsterdam